# Acolastus intermedius
Acolastus intermedius es un coleóptero de la familia Chrysomelidae.
Fue descrita científicamente por primera vez en 1968 por Lopatin.